# ナノセイルD
ナノセイルD（NanoSail-D）はNASAのエイムズ研究センターが開発したナノサット。宇宙空間でソーラーセイルの展開を行うはずだったが、ロケットが打上げに失敗してしまった。しかし代替機のナノセイルD2が2010年に打ち上げられた。
CubeSatを3箱連結させており、大きさは30x10x10cm、重量は4kg。
2008年8月3日03時34分（UTC）、3度目の飛行となるファルコン1ロケットが発射された。ロケットにはナノセイルD他、3機の人工衛星が搭載されていた。打上げから2分40秒後、ロケットの1段目が分離したが、その際に1段目が残余推力によって2段目に再接触し、ロケットは予定コースから離れた。軌道に到達せず、ペイロードともども太平洋に落下した。
ナノセイルDは高度330km-685km、傾斜角9度の低軌道に投入され、電源が切れるまでの約7日間の運用が予定されていた。ソーラーセイルの面積は10m2。開発および試験は4ヶ月で行われた
。